# ミスター・タンブリン・マン
「ミスター・タンブリン・マン」（Mr. Tambourine Man）は、ボブ・ディランが作詞・作曲し、1965年に発表した楽曲。ザ・バーズのカバー・バージョンが全米1位を記録。同年から始まったフォークロックの概念を確立させた曲の一つとして知られる。

## 解説
「ミスター・タンブリン・マン」とは、フォーク・シンガーでありセッション・ギタリストだったブルース・ラングホーン（Bruce Langhorne）がモデルだという。ディランは、キャロリン・ヘスターとのレコーディングの際に彼と知り合った。彼が持っていたトルコのフレームドラムの形がタンブリンに似ていたことから、彼のことを「ミスター・タンブリン・マン」と呼び、曲が生まれた（ブルース・ラングホーンが「タンブリン」を持った写真）。この「タンブリン」は、ラングホーンがグリニッジ・ヴィレッジで購入したもので、周りには小さなベルがついており「ジングル」サウンドを奏でる。この「タンブリン」は、現在Experience Music Projectのミュージアムに収蔵されている。
歌詞の内容については、マイケル・グレイ(『ディラン、風を歌う』三井徹訳、晶文社、1972年）の論じるところによると、詩神に霊感を与えてくれるように祈る歌であるという説や、ドラッグ・ソングであるという説などがあるが、この時期のディランの歌詞には、聴き手の体験に置き換えて自由に解釈できる象徴性があることも指摘されており、「ミスター・タンブリン・マン」はそのような性格を特によく示している。
1964年6月9日、アルバム『アナザー・サイド・オブ・ボブ・ディラン』（1964年）のレコーディング・セッション時にジャック・エリオットとデュエットで歌い録音されていたが、アルバムには収録されなかった。この時の演奏は、後に『ノー・ディレクション・ホーム：ザ・サウンドトラック』（2005年）に収録された。
リリース前よりコンサートでは演奏されており、1964年10月31日ニューヨーク、フィルハーモニック・ホールでの演奏が『アット・フィルハーモニック・ホール（ブートレッグ・シリーズ第6集）』（2004年）に収録されている。
1965年1月15日、アルバム『ブリンギング・イット・オール・バック・ホーム』のレコーディング・セッションにて、弾き語りスタイルのソロに、ブルース・ラングホーンのエレキ・ギターが加えられた形の最終バージョンが録音され、アルバムに収録された。

### 評価
雑誌『ローリング・ストーン』が選出した「ローリング・ストーンの選ぶオールタイム・グレイテスト・ソング500」（2010年版）には、ディランとザ・バーズ（後述）の両バージョンがエントリーされている（バーズ: 79位、ディラン:106位）。また両バージョンともグラミーの殿堂入りを果たしている。

## ザ・バーズのバージョン

### 解説
ザ・バーズの歌った「ミスター・タンブリン・マン」は、ディランのアルバムから数週間後には録音されており、1965年4月12日にシングルとしてリリースされ、デビュー・アルバム『ミスター・タンブリン・マン』（1965年6月）のタイトル曲となった。
ファースト・シングルとしてリリース。ビルボード・ホット100とキャッシュ・ボックスの両方のチャートで1位を記録している。また全英シングルチャートでも1位を記録した。
ディランの歌詞は4番まであるが、バーズはそのうちの2番の歌詞のみ。またテンポがスローになり、ロジャー・マッギンの12弦ギターによるイントロとコーラス・ワークの独自なロック・アレンジが加えられて、歌詞の持つ幻想的なイメージを効果的に表現している。このカバーはディランの曲として初めて、米国・英国のチャートでトップをとり、アニマルズの「朝日のあたる家」に続くフォーク・ロックの大ヒットとなって、このジャンルの確立に貢献した。バーズはその後もディランの曲を独自のサウンドでアレンジしたカバー曲を多数発表している。
イギリスの新聞「デイリー・テレグラフ」の音楽評論家が2004年に選出した「ベスト・カヴァー・ソングTOP50」では7位となった。ロックの殿堂の「ロックン・ロールの歴史500曲（500 Songs that Shaped Rock and Roll）」の1曲にも選出されている。
レコーディングは65年1月20日コロムビア・スタジオで行われた。プロデュースを担当したテリー・メルチャーの判断によりセッションにメンバーからは12弦ギターのジム（ロジャー）・マッギンのみが呼ばれ他のパートはフィル・スペクターやビーチ・ボーイズのレコーディングで活躍していたL.A.のスタジオ・ミュージシャンたち（後に「レッキング・クルー」と呼ばれた）が参加してレコーディングされている。参加メンバーはグレン・キャンベル（ギター）、ジェリー・コール（リズム・ギター）、ラリー・ネクテル（ベース）、リオン・ラッセル（ピアノ）、ハル・ブレイン（ドラム）。この日録音されたベーシック・トラックに後日メンバーによりヴォーカルとコーラスがオーヴァー・ダビングされて完成した。

## カバー
ジュディ・コリンズ、フォー・シーズンズ、ジーン・クラーク、チャド&ジェレミーらによってカバーされている。
スティーヴィー・ワンダーが1966年にアルバム『太陽のあたる場所』でカバーしている。
ジョニ・ミッチェルとジェームズ・テイラーは、1970年10月16日にバンクーバーで行ったチャリティ・コンサートでカバーした（ライブ・アルバム『アムチトカ』に収録）。
ジョン・コリリアーノがクラシックに再構築した「ボブ・ディランの7つの詩によるMr.タンブリンマン」（Mr. Tambourine Man: Seven Poems Of Bob Dylan）をジョアン・ファレッタ指揮、バッファロー・フィルハーモニック管弦楽団の初演で発表し、2009年のグラミー賞で「ベスト・クラシカル・ヴォーカル・パフォーマンス」および「ベスト・クラシカル・コンテンポラリー・コンポジション」に選ばれている。